# Frithiof Raa

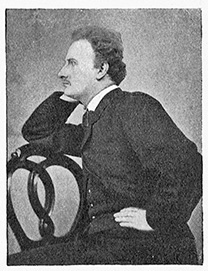
Frithiof Raa

Georg Frithiof Andreas Oscar Raa, född 11 januari 1840 i Stockholm, död 20 maj 1872 i Helsingfors i Finland, var en svensk skådespelare, tecknare och grafiker. 
Han var son till vaktmästaren Anders Eriksson Raa och Johanna Lindegren och sedan 1866 gift med skådespelaren Lotten Forsman.
Raa arbetade först som översättare vid Evangeliska fosterlandsstiftelsen. Efter att han en kortare tid arbetat som litograf vid Salmsons litografiska anstalt i Stockholm studerade han vid Konstakademien 1859–1861. På hösten 1861 blev han antagen som elev vid Kungliga teaterns elevskola. Efter studierna engagerades han vid Mindre teatern i Stockholm och Andersson-Åhman-Pousetts teatersällskap. 
Han engagerades till Nya teaterns fasta ensemble i Helsingfors 1866. Raa är representerad med ett par teckningar i färgkrita med motiv från interiören av Kungs-Husby kyrka vid Uppsala universitetsbibliotek.  